# Крым (телерадиокомпания)
Автономная некоммерческая организация «Телерадиокомпания „Крым“» (до 2014 года — ГТРК «Крым») — крымская республиканская телерадиовещательная компания.

## История
Государственная телерадиовещательная компания «Крым» (ГТРК «Крым») создана в 1959 году. До 1992 года называлась Крымским комитетом телевидения и радиовещания. Структурно состояло из двух составных частей: творческого персонала (Крымский комитет телевидения и радиовещания) и технического персонала (Крымский телевизионный технический центр). В 1995 году произошло их объединение в одну структуру.
С мая по август 2014 года была произведена перерегистрация телерадиокомпании из ГТРК «Крым», принадлежавшей Госкомтелерадио Украины, в автономную некоммерческую организацию «Телерадиокомпания „Крым“». В ходе реорганизации был произведён ребрендинг головного телеканала «Крым» в «Первый Крымский» и радиостанции «Крым». Также телерадиокомпания запустила новые телеканал «Крым 24» и радиостанции «Крым. Точка» и «Море»
22 июля 2015 года Нацсовет Украины по радио и телевидению выступил с решением о намерении возобновить вещание ГТРК «Крым» как украинского СМИ на базе Украинской студии телевизионных фильмов. Генеральный директор АНО «Телерадиокомпания Крым» Екатерина Козырь, министр внутренней политики, информации и связи Дмитрий Полонский и известный крымский врач Анатолий Мирошниченко выступили с критикой данного решения.

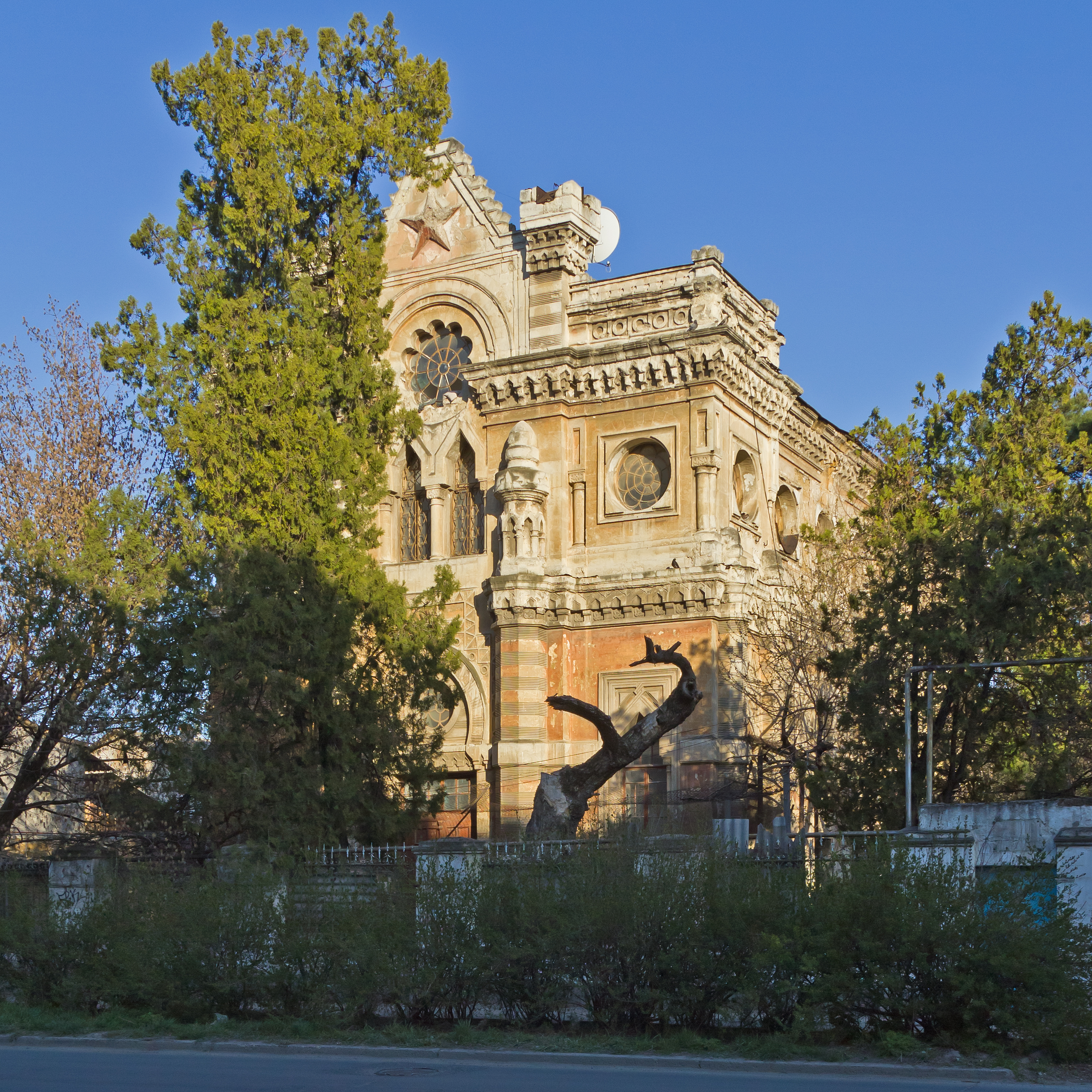
С 1936 по 2014 год редакция радиовещания находилась в здании караимской кенассы, в 2014 году переданном караимской религиозной общине.

По состоянию на март 2021 года в структуру ТРК «Крым» входили:
- республиканские каналы Первый Крымский и Крым 24
- радиостанции «Радио Море», «Крым. Точка», «Радио Крым»
- информационный портал «Крым 24»
- региональные телеканалы «Евпатория 24», «Керчь 24», «Ялта 24», «Восточный Крым 24», «Северный Крым 24» и «Легендарный 24»

## Данные о коллективе
По состоянию на 2006 год в коллективе телерадиокомпании работали 3 Заслуженных журналиста Украины, 8 Заслуженных журналистов АРК, 2 Заслуженных деятеля искусств АРК, 2 Заслуженных артиста АРК, 67 работников награждены Почетными грамотами Верховной Рады АРК, Совета министров АРК, Госкомтелерадио Украины.

## Медиаактивы

### Телеканал «Первый Крымский»
Первая пробная телепередача вышла в эфир 25 января 1959 года. Продолжительность эфирного времени составляла около 1 часа. С 5 мая 1959 года осуществляется регулярное телевизионное вещание на весь Крымский полуостров, включая Севастополь.
До 1997 года телерадиокомпания вещала во время региональных окон на украинских общереспубликанских (с 1992 года — общегосударственных) телеканалах «Первый Национальный» и «УТ-2» в разное время продолжительностью от 1 до 4 часов в сутки.

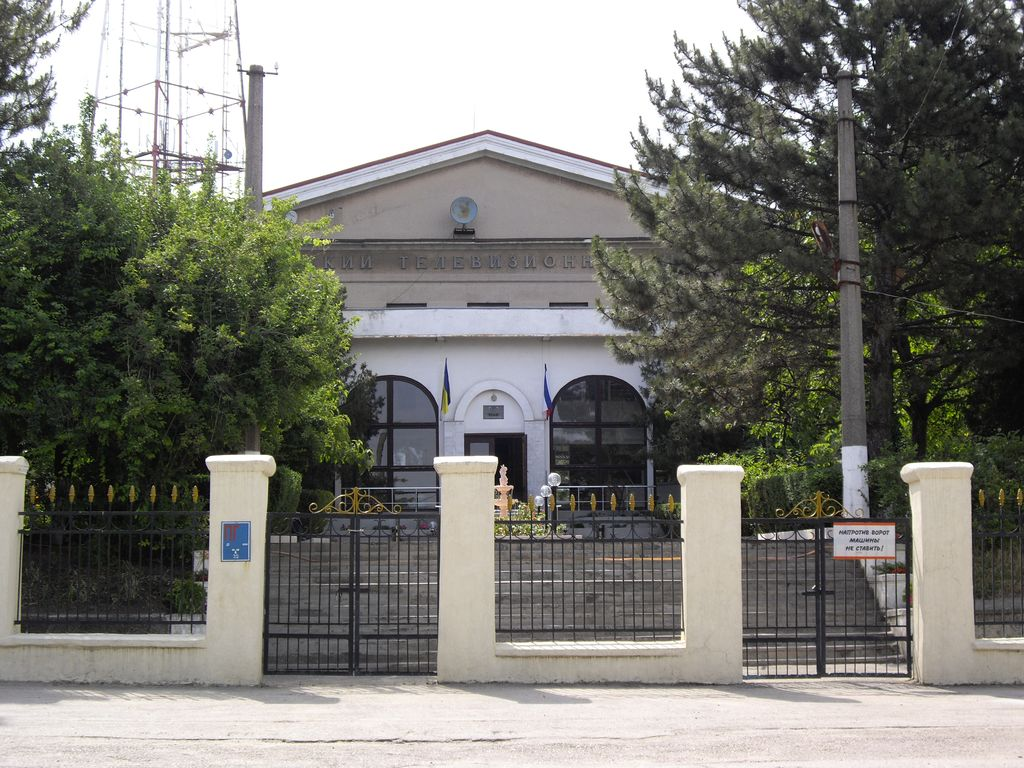
Здание редакции телерадиокомпании в Симферополе

С осени 1997 года осуществляется собственное вещание с 18-часовым программированием (6:00-0:00) на отдельной эфирной сети, созданной Радиотелевизионным передающим центром Крыма (РТПЦ РК/АРК). До 2014 года пустующее ночное эфирное время занимали телеканалы «УТР» и «Центральный канал».
1 января 2012 года началось эфирное цифровое вещание телеканала «КРЫМ» в пятом мультиплексе всеукраинской телевизионной сети «Зеонбуд» на всей территории полуострова.
1 июля 2014 года Первый Крымский вошёл в состав Крымского регионального мультиплекса цифрового телевидения России.
С 4 марта 2015 года телеканала Первый крымский начала свое вещание.
С 1 января 2016 года канал перешёл на круглосуточное вещание.

### Радиостанция «Крым»
Радиоканал «Радио Крым» до 2014 года вёл своё вещание в Симферополе на частоте 100.6 MHz и Черноморском 106.5 MHz.
В марте 2014 года радиостанция распространила своё вещание на Севастополь и Керчь, летом 2015 года радиостанция поменяла частоту в Симферополе с 100.6 на 100.1, в 2019 году радиостанция вещает почти на всей территории Крыма. Слоганы радиостанции — «Главное радио полуострова» и «Главное информационное». Формат радиостанции — информационно-музыкальный. Музыка в дневном эфире преобладает в жанре Hot AC, в ночном эфире звучит музыка в жанрах зарубежного и российского ретро и рок. Аудитория радиослушателей — 25-65 лет. 
Города вещания:
- Алушта 89,3
- Бахчисарай 105,8
- Белогорск 102,8
- Верхоречье 103,6
- Веселое 88,7
- Громовка 91,8
- Грушевка 105,3
- Дачное 106,0
- Джанкой 105,9
- Керчь 100,3
- Кировское 96,5
- Красноперекопск 105,0
- Куйбышево 101,0
- Льговское 104,4
- Малореченское 104,1
- Междуречье 104,3
- Морское 90,2
- Партенит 87,5
- Плодовое 87,8
- Рыбачье 87,8
- Севастополь 90,4
- Симферополь 100,6
- Солнечная долина 105,4
- Старый Крым 102,0
- Судак 106,6
- Феодосия 98,9
- Чапаевка 104,9
- Черноморское 99,2
- Широкое 90,4
- Щебетовка 98,9
- Щелкино 88,0
- Ялта 87,9

### Радиостанция «Точка»
Радиоканал «Крым Точка» (до 30 октября 2014 г. «Крым») — одна из старейших радиостанций в Крыму. Первая собственная программа вышла в эфир в мае 1930 года. В мае 2020 года радиостанция стартовала в FM диапазоне. Программы радиоканала «Крым Точка»: новости общественно-политического характера, просветительские, детские, образовательные программы. Вещает радиоканал по всему Крыму на третьей кнопке проводного радио, а также в FM диапазоне в Симферополе на 98.7 MHz, в Ялте на 94.4 MHz в Алуште на 93.0 MHz и в Судаке на 99.5 MHz. Формат вещания информационно-музыкальный, музыка преобладает в жанре российского ретро — хиты 70-х, 80-х, 90-х и 00-х, также в эфире звучит и зарубежное ретро — хиты 70-х и 80-х. Аудитория радиослушателей — это люди старше 40 лет.

### Радиостанция «Море»
Радиостанция была создана летом 2015 года, стартовала на день ВМФ. Радиостанция вещает почти по всей территории Крыма. Формат радиостанции информационно-развлекательный, музыка преобладает в жанрах CHR и поп. Аудитория радиослушателей — 20—45 лет. Радиостанция также имеет собственный сайт.
Передачи в эфире:
- То самое шоу
- Музыкальные новости
- АлиСа
- Важно знать
- Море Микс
- PROкачка
- Хит Парад
- Dance Energy

### Города вещания
- Алушта 89,3
- Бахчисарай 105,8
- Белогорск 102,8
- Верхоречье 103,6
- Веселое 88,7
- Громовка 91,8
- Грушевка 105,3
- Дачное 106,0
- Джанкой 105,9
- Керчь 100,3
- Кировское 96,5
- Красноперекопск 105,0
- Куйбышево 101,0
- Льговское 104,4
- Малореченское 104,1
- Междуречье 104,3
- Морское 90,2
- Партенит 87,5
- Плодовое 87,8
- Рыбачье 87,8
- Севастополь 90,4
- Симферополь 100,6
- Солнечная долина 105,4
- Старый Крым 102,0
- Судак 106,6
- Феодосия 98,9
- Чапаевка 104,9
- Черноморское 99,2
- Широкое 90,4
- Щебетовка 98,9
- Щелкино 88,0
- Ялта 87,9

## Оборудование
Студийные телевизионные передачи осуществляются в режимах прямого эфира или в записи из студийного павильона площадью 300 м². Кроме того, имеется малый студийный павильон, используемый для новостных передач.
В настоящее время запись всех телепередач из студийного павильона осуществляется на компьютерные станции нелинейного монтажа.
Телерадиокомпания «Крым» оснащена двумя передвижными телевизионными студиями (ПТС), способными осуществлять высококачественную многокамерную запись телепередач из любого места Крыма. В 2015 году телерадиокомпания получила третью передвижную студию.
В июле 2006 года в рамках украинской государственной программы технического переоснащения региональных телерадиокомпаний в ГТРК «Крым» было установлено новое оборудование, которое позволяет производить программный продукт в цифровом формате, обеспечивающем высокое качество телевизионных программ.
В настоящее время осуществляется полностью и только цифровое телевещание в третьем (региональном) мультиплексе. Потенциальный охват населения — 96 %.